# St-Étienne (Ars-en-Ré)

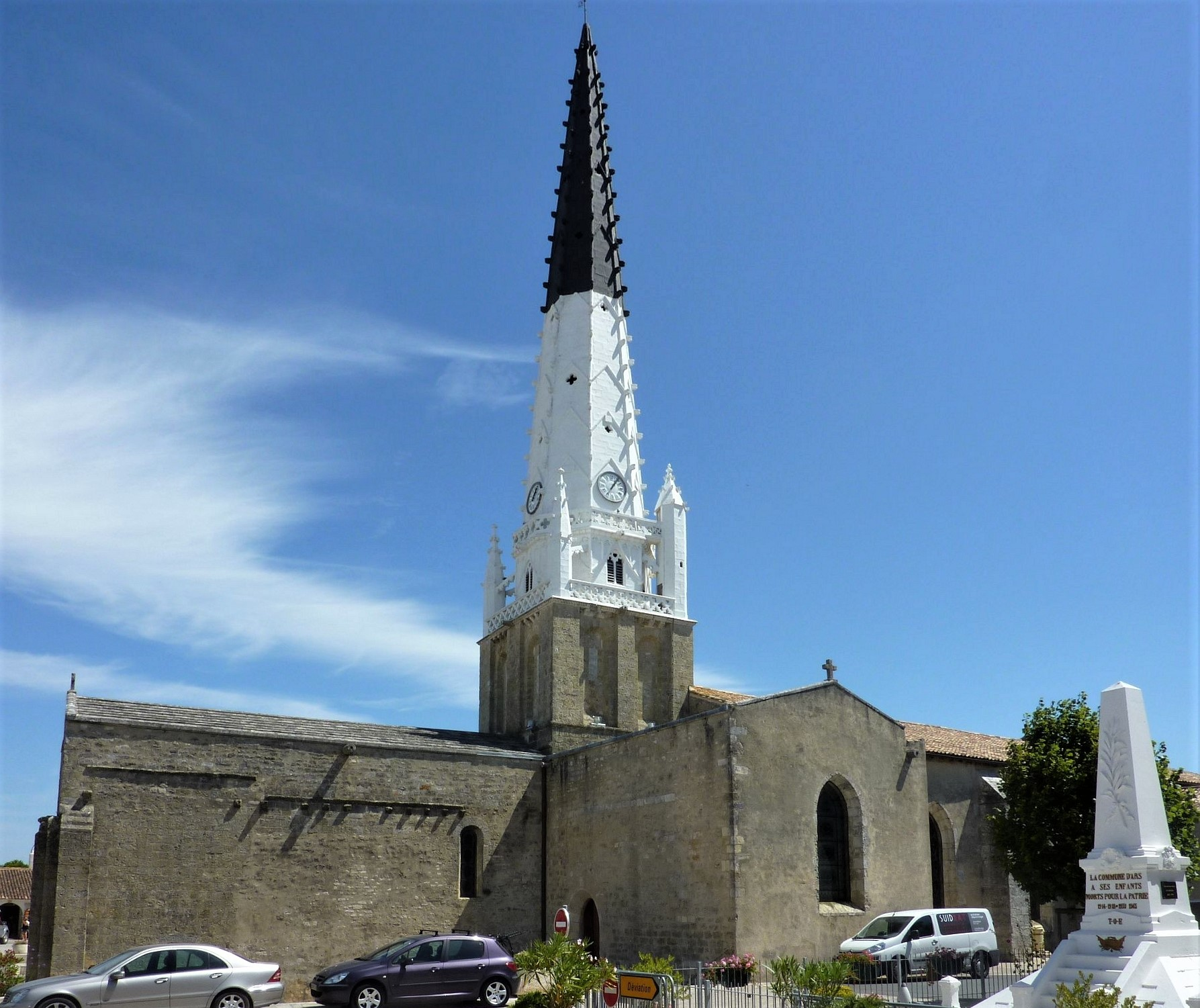
St-Étienne, Blick zu Turm und Westbau

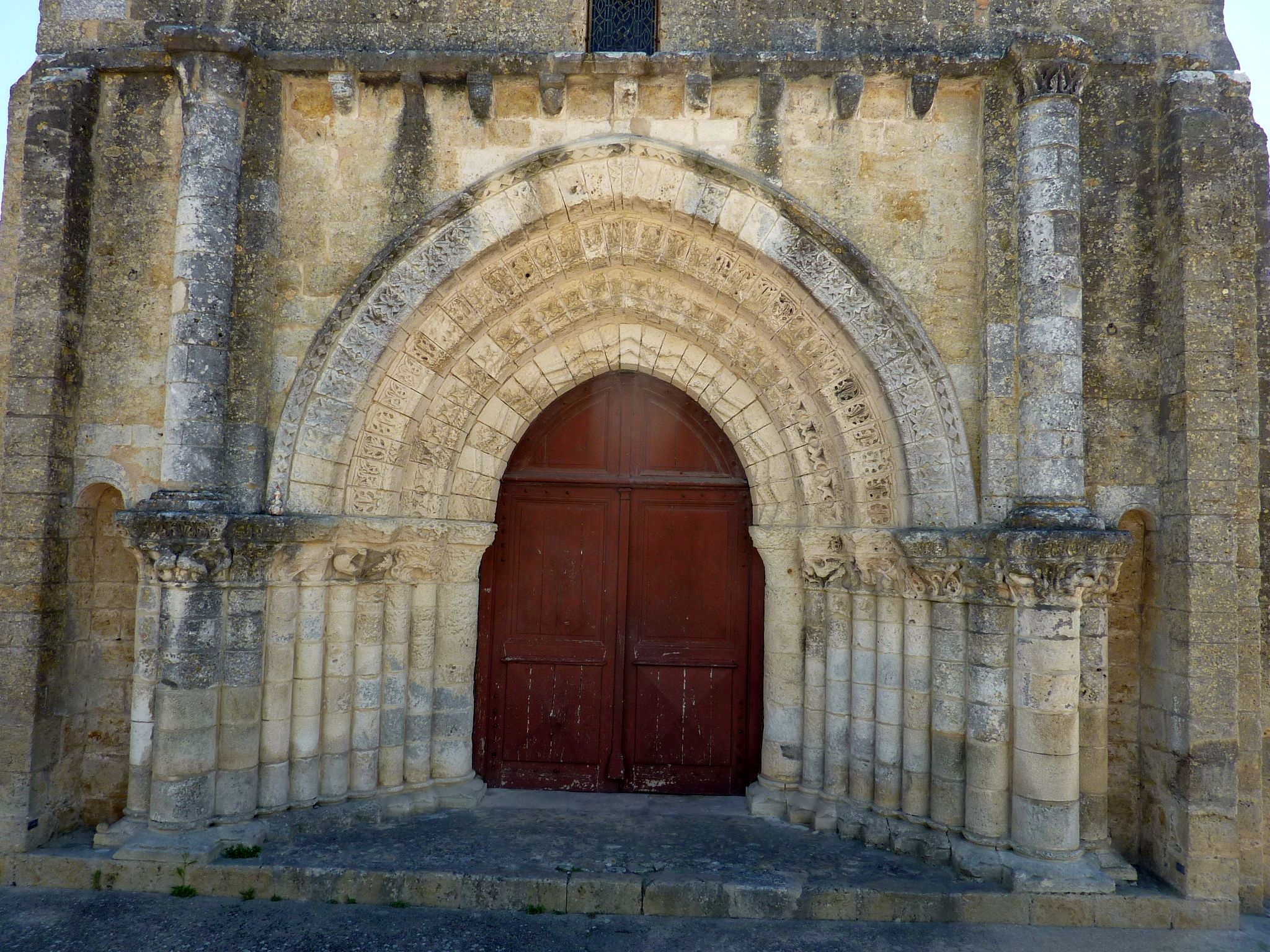
Das Westportal

Die römisch-katholische Pfarrkirche St-Étienne  befindet sich Ars-en-Ré auf der Île de Ré im Département Charente-Maritime in Frankreich. Seit dem Jahr 1903 ist die Kirche als Monument historique klassifiziert.

## Geschichte
Die dem heiligen Erzmärtyrer Stephanus geweihte Kirche besitzt einen ungewöhnlichen Grundriss, der sich aus ihrer Baugeschichte heraus erklärt. Zunächst bestand im 11. Jahrhundert ein kleines Priorat, das der Benediktinerabtei Saint-Michel-en-l’Herm unterstand. Hierauf geht der langgezogene, einschiffige romanische Westbau zurück, der im Westen ein bedeutendes frühgotisches Portal besitzt. An diesen älteren Bauteil der Kirche schließt sich vor dem eigentlichen Langhaus ein Westquerhaus an, über der Vierung erhebt sich der markante Turm. Das dreischiffige Langhaus besitzt drei Joche. Am letzten Joch des Langhauses finden sich nördlich und südlich querhausartig Seitenkapellen. Das anschließende dreischiffige Chorjoch besitzt in der Mitte eine Halbkreisapsis.
Der von See aus sichtbare gotische 40 Meter hohe Spitzhelm entstand im 15. Jahrhundert. Er besitzt seine Farbgebung in schwarz-weiß wegen Navigationszwecken in der Seefahrt.